# Abbazia di San Michele (Anversa)
L'abbazia di San Michele ad Anversa era un'abbazia dell'ordine dei Canonici regolari premostratensi fondata nel 1124 da Norberto di Xanten e devastata durante le guerre rivoluzionarie francesi. Nel 1807 fu installato un telegrafo ottico nella torre della chiesa. Gli edifici furono demoliti nel 1831.
L'abbazia è stata descritta come "una delle chiese chiave e dei monumenti più significativi di Anversa dalla sua fondazione nel XII secolo fino alla sua distruzione nel XIX".

## Storia
Fino al 1124 la chiesa collegiata dedicata a San Michele e servita da 12 canonici secolari era l'unica chiesa parrocchiale di Anversa. Nel 1124 il capitolo fu riformato da San Norberto come un'abbazia premostratense. Gli edifici dell'abbazia si trovavano tra quelle che ora sono le strade Kloosterstraat e Sint-Michielskaai, e Sint-Jansvliet a nord e la Scheldestraat (Kronenbrugstraat) a sud.
L'abbazia ottenne ampi tratti di terra ad Anversa e nei dintorni, come le signorie di Kiel e Beerschot, la terra di Haringrode e Zurenborg, e fino al 1674 Berendrecht e Zandvliet, che contribuirono a plasmare definitivamente il territorio di Anversa.
L'abbazia fu in parte distrutta dall'esercito francese durante la Guerra della Prima Coalizione nel 1796. Molti degli edifici furono demoliti per creare caserme militari, un arsenale navale con cantieri navali ed un servizio d'alaggio. Nel 1807 la torre della chiesa abbaziale fu dotata di telegrafo ottico. Nel 1831 le caserme francesi furono bombardate dal comandante della guarnigione olandese David Hendrik Chassé, le cui truppe occupavano la cittadella di Anversa.

## Arte
Isabella di Borbone (1436-1465), seconda moglie di Carlo I di Borgogna, e madre di Maria di Borgogna, erede di Borgogna, morì nell'abbazia nel 1465 dove fu sepolta; nel 1476 fu eretta in sua memoria una tomba monumentale: era decorato con 24 statuette in bronzo di piangenti, figure raffigurate in piedi all'interno di nicchie, con sormontata un'effige in bronzo della stessa Isabella. I resti dei piangenti sono ora conservati nel Museo Statale di Amsterdam e nel M - Museum Leuven. Il resto della tomba, insieme alla statua di Isabella, è conservata nella cattedrale di Anversa.
Nel XVII secolo il monastero era ben noto come mecenate delle arti, commissionando opere ai maggiori pittori di Anversa come Peter Paul Rubens, Antoon van Dyck e Jacob Jordaens: nel 1624 Rubens consegnò L'adorazione dei Magi una monumentale pala d'altare. L'opera fu rubata durante l'occupazione francese e dopo il 1815 fu restituita al Museo reale di belle arti di Anversa.
Il pavimento con molte lapidi è stato spostato nella Cattedrale di Nostra Signora, che aveva perso il pavimento durante l'occupazione francese.
Il banco della comunione del XVIII secolo ed il confessionale si trovano ora nella chiesa di Santa Gertrude a Bergen op Zoom (Paesi Bassi).

## Abati

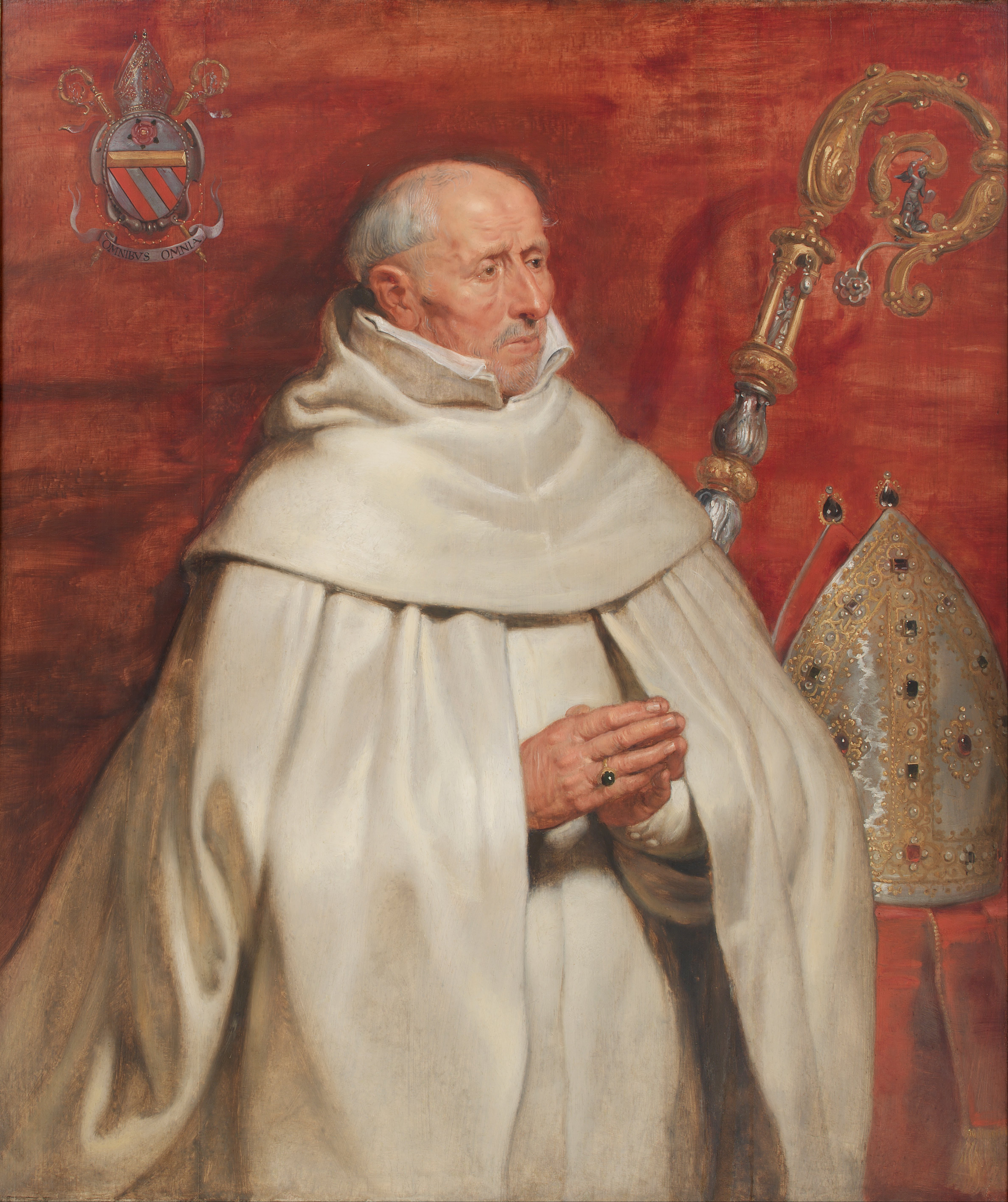
Abate Yrsselius, ritratto di Peter Paul Rubens

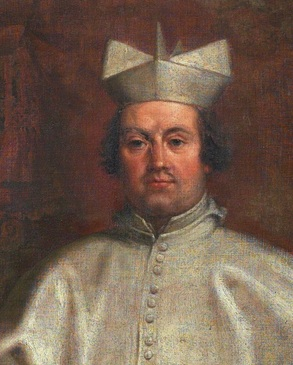
Abate Teniers, ritratto in Abbazia di Tongerlo

Elenco risalente al 1709 di Jean François Foppens, Historia episcopatus Antverpiensis (Joannes Franciscus Broncart, Liegi, 1717), pp. 147–150.
1. Waltmannus, 1124 – 1138
2. Emelinus, morto 1161
3. Alardus, morto 1162
4. Thibaldus, dimesso 1171
5. Richardus, dimesso 1188
6. Waltherus de Stripe, morto 1192
7. Elias, morto 1199
8. Giselbertus, morto 1205
9. Hugo, morto 1208
10. Arnoldus de Erps, spostato 1219
11. Hermannus, morto 1230
12. Sigerius, morto 1230
13. Eggerius, morto 1244
14. Gerardus de Lira, morto 1258
15. Joannes de Lira, morto 1272
16. Aegidius de Biervliet, morto 1286
17. Henricus de Mechlinia, morto 1300
18. Godefridus de Waerloos, morto 1328
19. Guilielmus de Cabeliau, morto 1341
20. Guilielmus Lympiaes, morto 1353
21. Martinus Loys, morto 1372
22. Guilielmus Brulocht, morto 1390
23. Petrus Breem, morto 1413
24. Arnoldus (c. 1415)
25. Olardus Terlinck, morto 1452
26. Joannes Fierkens, morto 1476
27. Andreas Aechtenryt, morto 1478
28. Joannes Robyns, morto 1486
29. Joannes de Weerdt, morto 1499: Post Tenebra espere Lucem.
30. Jacobus Elsacker, morto 1505
31. Jacobus Embrechts, morto 1514
32. Stephanus a Thenis, morto 1518
33. Cornelis de Mera, morto 1538
34. Gregorius de Dagis, morto 1562
35. Cornelius Emerici, morto 1563
36. Guilielmus de Greve, morto 1581
37. Emericus Andreae, morto 1590
38. Dionysius Feyten, morto 1612
39. Christianus Michaelius, morto 1614
40. Matthæus Yrsselius, morto 1629
41. Johannes Chrysostomus vander Sterre, morto 1652: Luce et ardens.
42. Norbert van Couwerven, morto 1661: Vince.
43. Macarius Simeomo, STL, morto 1676: Vigila.
44. Hermannus vander Poorten, morto 1680: Virtus acressit in Umbra.
45. Gerardus Knyff, morto 1686: Ad astra per Arghem.
46. Joannes Chrysostomus Teniers, morto 1709: Tene Quod Bene.
47. John Baptiste Vermoelen: Premende Coronant.
48. Frans Ignace de Lams: Mansuete.
49. Joseph Jacob vander Boven: de sursum.
50. Jean Chrisosthpme Sammels: Dulciter et Velociter.
51. Jacob Thomas: Procede Fideliter.
52. Anthony Vaerendonck: Crescite in Gratia.
53. Marcell de Vos: Gaute et suaviter.
54. Guilhem Fracis Rosa: Per Crucem ad Astras.
55. Auguste Pooters: Lucere et Ardere Protectum. Ordinato abate nel 1790. Morto nel 1816 ad Anversa.

## Sepolture
Nella chiesa sono sepolti:
- Philip I Rubens, fratello di Pieter Paul Rubens
- Maria Pypelinckx
- Isabella Brant ed i suoi genitori, Joannes Brant e Claire de Moy
- Abraham Ortelius
- Michiel Cnobbaert